# K-Wagen
K-Wagen (förkortning av tyska: Kolossal-Wagen, "Kolossalvagn") eller G.K.-wagen (förkortning av tyska: Großkampfwagen, "Grovstridsvagn") var en kejserlig tysk övertung landskeppskonstruktion som utvecklades och serietillverkades under slutskedet av första världskriget, men som aldrig hann tas i bruk före krigsslutet.
Två vagnar blev precis färdigbyggda innan eldupphöret 1918 men såg ingen tjänst och skrotades troligen året därpå.

## Konstruktion och uppsättning
K-Wagen var tungt inspirerad av den brittiska "Mark" stridsvagnen. Den hade band som gick runt vagnens profil, fast med skillanden att de täckdes av ett pansarhölje. Huvudbeväpningen satt i gondoler på vagnens sidor. K-Wagen skulle ha haft hela 4 stycken 77 mm fortkanoner och 7 stycken 8 mm kulsprutor. Vagnen skulle från början ha vägt 165 ton men då detta ansågs för mycket reducerades pansaret till bara 30 mm vilket sänkte vikten till 120 ton.
Vagnens besättning var 27 personer varav två var mekaniker som skötte motorerna. Trots dess tunna pansar på 30 mm skulle hela konstruktionen väga ca 120 ton. För transport till slagfältet kunde hela konstruktionen delas upp i flera större delar och transporteras med tåg. 